# North Stonington
North Stonington és una població dels Estats Units a l'estat de Connecticut. Segons el cens del 2008 tenia 5.233 habitants.

## Demografia
Segons el cens del 2000, North Stonington tenia 4.991 habitants, 1.833 habitatges, i 1.424 famílies. La densitat de població era de 35,5 habitants/km².
Dels 1.833 habitatges en un 35% hi vivien nens de menys de 18 anys, en un 65,7% hi vivien parelles casades, en un 7,7% dones solteres, i en un 22,3% no eren unitats familiars. En el 16,3% dels habitatges hi vivien persones soles el 6,2% de les quals corresponia a persones de 65 anys o més que vivien soles. El nombre mitjà de persones vivint en cada habitatge era de 2,71 i el nombre mitjà de persones que vivien en cada família era de 3,03.
Per edats la població es repartia de la següent manera: un 25,1% tenia menys de 18 anys, un 6,4% entre 18 i 24, un 29,8% entre 25 i 44, un 28,3% de 45 a 60 i un 10,4% 65 anys o més.
L'edat mediana era de 40 anys. Per cada 100 dones de 18 o més anys hi havia 101,2 homes.
La renda mediana per habitatge era de 57.887 $ i la renda mediana per família de 61.733 $. Els homes tenien una renda mediana de 45.625 $ mentre que les dones 29.133 $. La renda per capita de la població era de 25.815 $. Aproximadament el 3,3% de les famílies i el 4,8% de la població estaven per davall del llindar de pobresa.